# Charles-Nicolas Méquillet
Pour les articles homonymes, voir Méquillet.
 (mai 2023).
Charles Nicolas Méquillet, né le 17 décembre 1728 à Blamont, mort le 4 octobre 1802 à Bondeval (Doubs), est un général de division de la Révolution française.
Il est le frère du général Jean Nicolas Méquillet (1736-1822).

## États de service
Il entre en service en 1745 comme enseigne au régiment suisse d’Erlach, il est capitaine lieutenant en 1758, et il est fait chevalier du mérite militaire en 1763. Il est réformé en 1764.
Il est élu lieutenant-colonel le 19 juillet 1792, au 8e bataillon de volontaires du Doubs, et il est promu général de division le 30 juillet 1793 alors que cette nomination était destinée à son frère Jean Nicolas Méquillet. Maintenu à la tête de son bataillon à la suite de l’intervention du secrétaire général du ministère de la Guerre Audouin, il est de nouveau promu au grade de général de division le 3 mai 1794.
Le 8 mars 1794 il commande une division de l’armée du Rhin, et il est démis de ses fonctions le 18 juillet pour avoir été officier dans l’armée royale. Il est réformé le 23 décembre 1798. Le 23 septembre 1799, il est admis à la retraite avec le grade de lieutenant-colonel.
Il meurt le 4 octobre 1802, à Bondeval.

## Sources
- Carnet de la sabretache: revue d'histoire militaire rétrospective, Volumes 1 à 10, Berger Levrault, 1906, p. 118.